# ミネソタ大強盗団
『ミネソタ大強盗団』（ミネソタだいごうとうだん、原題：The Great Northfield Minnesota Raid）は、1972年制作のアメリカ合衆国の西部劇映画。西部開拓時代末期に実在したジェシー・ジェイムズとコール・ヤンガー率いる強盗団ジェイムズ＝ヤンガー・ギャングを描いた西部劇。フィリップ・カウフマン監督。

## キャスト
- コール・ヤンガー：クリフ・ロバートソン（吹替：富田耕生）
- ジェシー・ジェイムズ：ロバート・デュヴァル（吹替：納谷悟朗）
- ジム・ヤンガー：ルーク・アスキュー
- クレル・ミラー：R・G・アームストロング
- アレン：ダナ・エルカー（吹替：雨森雅司）
- マニング：ドナルド・モファット（吹替：嶋俊介）
- ボブ・ヤンガー：マット・クラーク
- フランク・ジェイムズ：ジョン・ピアース（吹替：寺島幹夫）
- チャーリー・ピッツ：ウェイン・サザーリン
- バンカー：エリシャ・クック・Jr
- ガスタヴソン：ロイヤル・ダノ

※テレビ放送：NET「土曜映画劇場」1976年10月16日